# Diaphorina enderleini
Diaphorina enderleini är en insektsart som beskrevs av Jan Klimaszewski 1964. Diaphorina enderleini ingår i släktet Diaphorina och familjen rundbladloppor. Inga underarter finns listade i Catalogue of Life.